# Antonín Mokrý
Antonín Mokrý (* 12. října 1928 České Budějovice) je český právník. Býval soudcem, předsedou Nejvyššího soudu České republiky a následně Vrchního soudu v Praze.

## Život
Absolvoval Právnickou fakultu UK, pokračoval tak v dlouholeté rodinné tradici. V praxi působil nejprve jako notář, celoživotním údělem se mu ale stala profese soudce. Začínal v roce 1956 u Obvodního soudu pro Prahu 4, od roku 1961 soudil u Městského soudu v Praze, kde byl po dlouhá léta předsedou senátu, jenž se věnoval především právu nemovitostí a bytů. Později se stal místopředsedou městského soudu a roku 1990 byl jmenován předsedou republikového Nejvyššího soudu. Po vzniku samostatné České republiky byl tento soud transformován na Vrchní soud v Praze a dr. Mokrý zůstal jeho předsedou až do konce roku 1999, poté jej vystřídal JUDr. Jaroslav Bureš. Nadále zde ale působil jako soudce, do důchodu odešel v roce 2003.
Činný byl ale i v oblasti právní teorie, podílel se např. na velkých komentářích k občanskému zákoníku, občanskému soudnímu řádu nebo notářskému řádu. Byl též předsedou pražského sdružení Jednoty českých právníků, od níž v roce 2008 obdržel zlatou Randovu medaili za mimořádné zásluhy o rozvoj demokracie a práva, v soutěži Právník roku 2008 získal cenu sv. Yva a byl uveden do Právnické síně slávy.